# Lambda Columbae
Tsze eller Lambda Columbae (λ Columbae, förkortat Lambda Col, λ Col), som är stjärnans Bayer-beteckning, är en ellipsoidisk variabel (ELL) i stjärnbilden Duvan. Den har en skenbar magnitud på 4,86 och är synlig för blotta ögat där ljusföroreningar ej förekommer. Baserat på parallaxmätning inom Hipparcosuppdraget på ca 9,8 mas, beräknas den befinna sig på ett avstånd på ca 335 ljusår (ca 103 parsek) från solen.

## Egenskaper
Lambda Columbae är en blå till vit stjärna i huvudserien av spektralklass B5 V. Stjärnan varierar i visuell magnitud 4,865-4,903 med en period av 1,28701 dygn.

## Asterism
I arabisk astronomi formade Lambda Columbae tillsammans med Furud (Zeta Canis Majoris), Lambda Canis Majoris, Gamma Columbae, Delta Columbae, Theta Columbae, Kappa Columbae, My Columbae och Xi Columbae asterismen Al Ḳurūd (ألقرد - al-qird), dvs. ”Aporna”.